# Pablo Patrón
Pablo Patrón Faustos (Lima, 15 de mayo de 1855-Ibídem, 13 de diciembre de 1910) fue un médico peruano, apasionado por la arqueología y los estudios lingüísticos, bibliográficos, históricos y geográficos. Escribió varios libros y monografías en las que demostró gran erudición, aunque sus teorías aún no han sido contrastadas científicamente.

## Biografía
Cursó sus estudios secundarios en el Seminario de Santo Toribio. Luego ingresó a la Facultad de Medicina Humana de la Universidad Mayor de San Marcos; donde se graduó de bachiller, licenciado y doctor, para finalmente recibirse de médico (1886).
Ejerció su profesión médica, pero, al mismo tiempo, se consagró a las investigaciones históricas, arqueológicas, geográficas, lingüísticas y bibliográficas, hasta convertirse en un erudito muy reconocido y celebrado en su tiempo.
Estudio las lenguas aborígenes, los aspectos históricos de la medicina y las aplicaciones terapéuticas de determinados productos naturales. Sostuvo la tesis de que los idiomas quechua y aymara  tenían sus raíces en el idioma sumerio, basándose en la similitud de muchos vocablos. Ello lo llevó a la vez a sostener la teoría de la procedencia caldeo-asiria del hombre americano.
En reconocimiento a sus estudios históricos y filológicos, en 1897 la Universidad de San Marcos le concedió el grado honorario de doctor en Letras, y lo envió como delegado al 2.º Congreso Científico Latinoamericano de Montevideo (1901) y al 14.º Congreso Internacional de Americanistas de Stuttgart, Alemania (1904), donde expuso su teoría del origen sumerio del quechua y el aymara. El Estado peruano costeó su viaje a Europa y la edición bilingüe (castellano-francés) de su obra Nuevos estudios sobre las lenguas americanas. Origen del Kechua y del aimara (Leipzig, 1907).
Fue miembro fundador del Instituto Histórico del Perú (1905), siendo su segundo vicepresidente. Miembro directivo de la Sociedad Geográfica de Lima y del Ateneo de Lima.
Colaboró en La Crónica Médica (1884-1895), El Ateneo de Lima (1899-1907) y el Boletín de la Sociedad Geográfica.
Falleció en su casa limeña de la calle San Carlos (hoy jirón Azángaro) número 893. José de la Riva Agüero y Osma le despidió con estas palabras: «Con el doctor Patrón desaparece el más acertado representante de la erudición histórica nacional, el más sabio y universal de los escudriñadores del pasado de nuestra patria».

## Valoración
“Para mucha gente entonces y también más tarde, Patrón fue el prototipo del sabio con características insondables y esotéricas. Adriana de González Prada lo pinta en Mi Manuel, después de sus iniciales contactos con el radicalismo, como hombre escéptico y cínico sobre el país, convencido de que de él hay solo que sacar provecho. El verdadero drama que Patrón y su empeñoso esfuerzo simbolizan, reiterado en muchos otros casos, es más bien el autodidactismo, el de la ausencia de depurado método científico y de rigurosa técnica que lleváronle a la búsqueda de raras similitudes fonéticas y al amor hacia teorías peregrinas y audaces. Sobre la base del estudio analítico y comparado de palabras de las lenguas sumeria y asiria con las del quechua y del aimara, estableció el parentesco entre ellas fundamentado en equivalencias y sustituciones posibles de ciertas consonantes y vocales”.
 Jorge Basadre Grohmann

## Publicaciones principales
- Observaciones sobre la obra El Perú, del señor Antonio Raimondi (1878 y 1902)
- La verruga de los conquistadores (1889)
- Condiciones de la clase obrera en el Perú y medios de mejorarlas (1894)
- Estudio crítico sobre el discurso del Dr. Javier Prado y Ugarteche acerca del Perú colonial (1894)
- Origen del kechua y del aymara (1900)
- Huirakocha (1901)
- Memoria sobre el cultivo del trigo en la costa del Perú (1901)
- Perú primitivo (2 fascículos, 1901-1902)
- Escritura americana. La lluvia (1905)
- Nuevos estudios sobre las lenguas americanas. Origen del Kechua y del aimara (tomo I, 1907).
- Lima antigua (1935).